# Michael Isler
Michael Isler (* 11. Mai 1984) ist ein Schweizer Leichtathlet. Er liegt auf Platz drei der ewigen Schweizer Bestenliste im Hochsprung.
Isler startet für den LV Winterthur und ist amtierender U23 Schweizer Rekordhalter. Von 2004 bis 2009 war er im Förderprojekt World Class Potentials des Schweizerischen Leichtathletik-Verbands. Isler ist von Beruf Schreiner.

## Erfolge
- 2003: Schweizer Meister Junioren Hochsprung
- 2004: Schweizer Meister Hochsprung; Schweizer Hallen-Meister Hochsprung
- 2005: 3. Rang Schweizer Meisterschaften Hochsprung
- 2006: Schweizer Meister Hochsprung
- 2007: Schweizer Hallen-Meister Hochsprung
- 2010: Schweizer Meister Hochsprung; Schweizer Hallen-Meister Hochsprung
- 2011: Schweizer Meister Hochsprung

## Persönliche Bestleistungen
- Hochsprung: 2,25 m, 4. Juli 2004, Basel, Schweizer U23-Rekord
- Weitsprung: 6,55 m
- Dreisprung: 13,66 m